# Len Rix
Len Rix (Rhodézia (ma: Zimbabwe), 1942) brit irodalmár, műfordító. A magyar irodalom neves fordítója.
Elsősorban Szerb Antal Utas és holdvilág és A Pendragon legenda, valamint Szabó Magda Az ajtó című regényének fordításai kapcsán lett ismert. Ennek a fordításának alapján Szabó Magda regénye felkerült a The New York Times 10-es listájára.

## Élete
Len Rix 1942-ben Rhodéziában (ma: Zimbabwe) született, ahol angol, francia és latin tanulmányokat folytatott, majd a Rhodesia and Nyasaland Egyetemen tanult tovább. A legendás angol–magyar mérkőzés keltette fel érdeklődését a magyarok, majd a magyar irodalom iránt. 1963-ban Nemzetközösségi ösztöndíjat nyert el a cambridge-i King’s College-ba, ahol angol irodalmat hallgatott. Oktatóként tevékenykedett a Rhodéziai/Zimbabwei Egyetemen, valamint angolt tanított a Manchester Grammar School-ban (ahol pályaválasztási tanácsadóként  is tevékenykedett).
Len Rix első magyar nyelvű fordítása Kabdebó Tamás Minden idők (Cardinal Press, 1995) című regénye volt, de legismertebb fordításai Szerb Antal műveié, különösen az 1937-ben megjelent Utas és holdvilág (Journey by Moonlight), amelyet a Pushkin Press 2001-es kiadása óta többször újra nyomtatott. 2006-ban Szabó Magda 1987-ben megjelent Az ajtó című regényének fordításáért jelölték a Independent Foreign Fiction Prize-ra (Független Külföldi Regény Díj), és elnyerte a 2006-os Oxford-Weidenfeld Fordítási Díjat.
2005-ben vonult nyugállományba Cambridge-ből.

## Műfordításai
- Kabdebó Tamás: Minden idők (A Time for Everything), Cardinal Press, 1995
- Szerb Antal: Utas és holdvilág (Journey by Moonlight), Pushkin Press, 2001
- Szabó Magda: Az ajtó (The Door), Harvill Secker, 2005
- Szerb Antal: A Pendragon legenda (The Pendragon Legend), Pushkin Press, 2006
- Szerb Antal: VII. Olivér (Oliver VII), Pushkin Press, 2007
- Szerb Antal: A királynő nyaklánca (The Queen’s Necklace), Pushkin Press, 2009
- Szerb Antal: Szerelem a palackban (Love in a Bottle), Pushkin Press, 2010
- Szerb Antal: A harmadik torony (The Third Tower), Pushkin Press, 2014
- Szerb Antal: Budapesti kalauz marslakók számára (A Martian’s Guide to Budapest), Magvető Kiadó, 2015
- Szabó Magda: Katalin utca (Katalin Street), NYRB Classics, 2017
- Szabó Magda: Abigél (Abigail), NYRB Classics, 2020

## Egyéb fordításai
- Kabdebó Tamásː A time for everything. In witness of the 1956 Hungarian revolution, Cardinal Press, Maynooth, 1996
- Istenek nyomában - Márai Sándor korai írásaiból (In the Footsteps of the Gods), The Hungarian Quarterly No. 185, 2007 Tavasz

## Egyéb írásai
- "Shakespeare's Meaning in 'The Merchant of Venice'" (~A shakespeare-i mondanivaló A velencei kalmárban), University of Rhodesia 'Studies in Literature' Series, No 7, 1974
- "Charles Mungoshi's 'The Coming of the Dry Season'" (~Charles Mungoshi A száraz évszak eljövetele című műve), Mambo Review of Contemporary African Literature, November 1974
- "Some Recent Criticism of Doris Lessing" (~Doris Lessing néhány közelmúltbeli kritikája), Zambezia, Vol. 4, No. 2, 1977
- The Selected Works of Arthur Shearly Cripps (~Arthur Shearly Cripps válogatott művei), Mambo Press, 1976 (co-editor, responsible for Introduction and Bibliography)
- Rhodesian Literature in English: A Bibliography (~Az angol nyelvű rodéziai irodalom - Bibliográfia) (with Pichanik et al.), Mambo Press, 1977
- "The Subtle Art of Antal Szerb" (~Szerb Antal kifinomult művészete), The Hungarian Quarterly, No. 186, Summer 2007
- "In Praise of Translation" (~A fordítás dicsérete), The Hungarian Quarterly, No. 193, Spring 2009

## Költészettel kapcsolatos írásai
- Anthologised in Rhodesian Poetry (~Tallózás a rhodéziai költészetben) Nos 11 (1972-3), 12 (1975) and 13 (1976-7)
- Anthologised in 25 Years of South African Poetry (~Tallózás 25 év dél-afrikai költészetében), New Coin, Grahamstown, 1980
- Individual poems in Two Tone (Rhodesia), New Coin (South Africa), Staple, Iota,The Interpreter's House (UK), and The New Hungarian Quarterly (Hungary)

## Dokumentumfilm
- Mint műfordítója több kérdéskörben is megszólalt a Szabó Magda világsikere című 2018-ban bemutatott magyar dokumentumfilmben (rendezte: Papp Gábor Zsigmond).

## Díjai, kitüntetései
- 2006 – Oxford-Weidenfeld Fordítási Díj (Oxford-Weidenfeld Translation Prize) Szabó Magda: Az ajtó (The Door) fordításáért
- 2006 – Jelölés ugyanebben az évben szintén Szabó Magda: Az ajtó című regénye fordításáért az Independent Foreign Fiction Prize-ra
- 2021 – Magyar Arany Érdemkereszt

## Fordítás
- Ez a szócikk részben vagy egészben  a   Len Rix című angol Wikipédia-szócikk ezen változatának fordításán alapul.  Az eredeti cikk szerkesztőit annak laptörténete sorolja fel. Ez a jelzés csupán a megfogalmazás eredetét és a szerzői jogokat jelzi, nem szolgál a cikkben szereplő információk forrásmegjelöléseként.